# Tebaldo (personaggio)
Tebaldo (in inglese Tybalt) è un personaggio della tragedia shakespeariana Romeo e Giulietta. 
Tebaldo è il rampollo e difensore della famiglia Capuleti e ha un temperamento aggressivo e collerico. Cugino di Giulietta, è il nipote del Vecchio Capuleti e della moglie, anche se non è chiaro se dal ramo materno e paterno dato che entrambi gli zii lo chiamano "il figlio di mio fratello" ("my brother's son"). La somiglianza del suo nome con quello di Tibert, il felino protagonista del Roman de Renart, gli vale l'epiteto di "principe dei gatti", usato ironicamente contro di lui da Mercuzio. Il personaggio di Tebaldo appare per la prima volta nel Giulietta e Romeo di Luigi da Porto e poi nella novella La sfortunata morte di dui infelicissimi amanti di Matteo Bandello, dove viene descritto come un "giovine molto prode de la persona".

## Nell'opera
Tebaldo appare per la prima volta nella prima scena della tragedia, in cui interviene per aiutare i servi Sansone (Sampson) e Gregorio (Gregory) nella lotto contro i Montecchi Abramo (Abraham) e Baldassarre (Balthasar). Quando Benvolio cerca di proteggere i servi della sua casata, Tebaldo sguaina la spada contro di lui, ribadendo il suo odio contro i Montecchi e rifiutando di trovare una soluzione pacifica alla rissa.
Più tardi quella sera Tebaldo sarà il primo a riconoscere Romeo al ballo a casa di suo zio, che però gli impedisce di cacciarlo o aggredirlo pur di mantenere la pace. Tebaldo è deluso dall'ordine di Capuleti e cerca nuovi modi per combattere contro Romeo. Nel terzo atto entra in scena cercando il giovane Montecchi per duellare, ma Romeo rifiuta dato che si è appena imparentato con Tebaldo (a sua insaputa) dopo il matrimonio segreto con Giulietta. 
Il rifiuto di Romeo inferocisce Tebaldo, che comincia quindi a duellare con Mercuzio dopo che il giovane si è fatto avanti al posto dell'amico. Quando Romeo si frappone fra i due Tebaldo pugnala a morte Mercuzio, scatenando così la furia di Romeo, che uccide Tebaldo per vendicarsi. Il suo corpo è sepolto nella cripta dei Capuleti.
In alcuni adattamenti, tra cui il film di Baz Luhrmann Romeo + Giulietta di William Shakespeare o l'allestimento di Michael Bogdanov per la Royal Shakespeare Company (1986), suggeriscono una relazione incestuosa tra Tebaldo e la zia Madonna Capuleti, mentre altre incarnazioni della tragedia implicano che Tebaldo sia attratto da Giulietta e geloso di Romeo. Seppur popolari al cinema e a teatro, nessuna di queste interpretazioni trova riscontro nel testo shakespeariano.